# Cité de l’architecture et du patrimoine

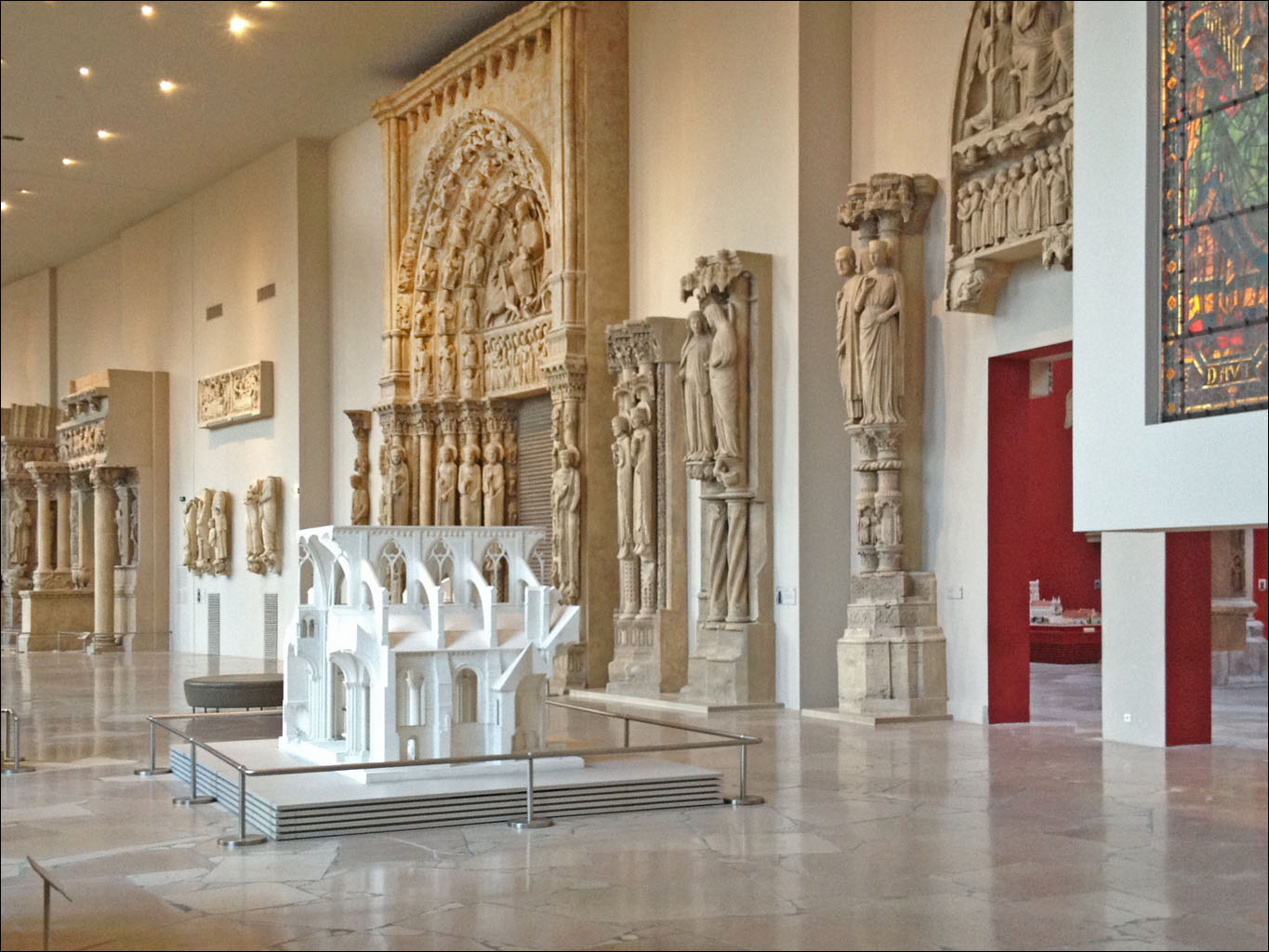
Galerie des moulages in der Cité

Die Cité de l’architecture et du patrimoine, die Stätte der Architektur und des Kulturerbes, ist ein französisches Architekturmuseum. Es befindet sich im Palais de Chaillot am Place du Trocadéro im 16. Arrondissement von Paris.

## Geschichte des Museums
Das Museum steht in der Nachfolge des 1879 von Eugène Viollet-le-Duc eingerichteten Musée des Monuments français. Es befindet sich in einem Flügel des anlässlich der Pariser Weltausstellung 1937 errichteten Palais de Chaillot. Nach einem Brand 1997 wurde es bis zum Jahre 2007 umgebaut und unter dem jetzigen Namen eröffnet. 
Für die Erfüllung ihrer Aufgaben erhält die Cité Mittel von Firmen, so zum Beispiel seit 2007 von der französischen Immobiliengruppe Bouygues, den Fachverlagen der Groupe Moniteur und der Schweizer Designermöbelfirma Vitra. Sie gehört zu den „Öffentlichen Einrichtungen mit industriellem und kommerziellem Charakter“ (EPIC) und unterliegt der Aufsicht des französischen Kulturministeriums.

## Nutzung der Cité
Das Gebäude enthält ca. 8.000 m² Ausstellungsfläche für die Dauerausstellung, 1.830 m² Flächen für Sonderausstellungen und auf 1.700 m² eine Architekturbibliothek. 
Das Museum zeigt in drei Abteilungen einmal die Galerie der Abgüsse (Galerie des moulages), die Galerie der Wandmalereien und Glasfenster (Galerie des peintures murales et des vitraux) mit Nachbildungen von hochrangigen Werken aus historisch bedeutenden Bauwerken und die Galerie der modernen und zeitgenössischen Architektur (Galerie d’architecture moderne et contemporaine).
Weitere Nutzer der Cité sind das Institut français d’architecture und die École de Chaillot, von der Wissenschaftler Stipendien erhalten, die sich mit speziellen Themen der Architektur wie Stadtplanung oder Restaurierung befassen. 
Der Global Award for Sustainable Architecture wird seit 2007 jährlich in Zusammenarbeit mit der UNESCO in der Cité vergeben.